# Monolepta consociata
Monolepta consociata is een keversoort uit de familie bladkevers (Chrysomelidae). De wetenschappelijke naam van de soort werd in 1920 gepubliceerd door Laboissiere.